# Guany acústic potencial
En la mescla de so en directe, el guany abans de la retroalimentació (GBF, Gain Before Feedback) és una mesura pràctica i objectiva de quant es pot amplificar un micròfon en un sistema de reforç de so abans de provocar una retroalimentació acústica . En audiologia, GBF és una mesura del rendiment dels audiòfons . En ambdós camps, la quantitat de guany es mesura en decibels al punt o just per sota del punt en què el so del transductor de l'altaveu torna a entrar al micròfon i el sistema comença a retroalimentar-se. El guany potencial acústic ( PAG, Potential Acoustic Gain) és una xifra calculada que representa el guany màxim que un sistema pot suportar sense retroalimentar-se.

## So en directe
En la mescla de so en directe, GBF depèn d'una gran varietat de condicions: el patró polar del micròfon, la resposta en freqüència del micròfon i de la resta del sistema de so, el nombre de micròfons i altaveus actius, les condicions acústiques de l'entorn, incloent-hi la reverberació i l'eco, i les posicions relatives dels micròfons, els altaveus i les fonts de so, el públic. Cada duplicació del nombre de micròfons oberts (NOM) redueix el PAG en 3 dB.
Els micròfons direccionals s'utilitzen en so en directe per maximitzar el GBF. Els micròfons direccionals amb patrons de captació cardioide i hipercardioide estan dissenyats amb una sensibilitat reduïda a la part posterior (cardioide) o a un angle entre el costat i la part posterior (hipercardioide). Aquests micròfons estan orientats de manera que el seu patró de captació sigui més feble en la direcció dels altaveus. Això és especialment útil en presència de monitors d'escenari. També es poden utilitzar sistemes d'altaveus direccionals per augmentar el GBF.
La distància des de la font de so fins al micròfon és un element crític per augmentar el GBF. S'obté un GBF més gran amb l'intèrpret més a prop del micròfon; una instància de la llei del quadrat invers . Si l'intèrpret redueix la distància al micròfon a la meitat, el PAG augmenta en 6 dB mentre que els sons ambientals es mantenen relativament iguals.
L'operador del sistema de so pot utilitzar l'equalització per canviar la resposta de freqüència d'un micròfon o d'un sistema d'altaveus per augmentar el GBF. L'operador identifica la freqüència que comença a sonar o retroalimenta, i s'activa un filtre paramètric o un filtre de banda eliminada per reduir el nivell global d'aquesta freqüència. Aquest procés es repeteix diverses vegades per identificar i reduir el nivell de freqüències de retroalimentació addicionals. Un equalitzador gràfic es pot utilitzar amb el mateix propòsit però amb una mica menys de precisió. Els supressors de retroalimentació automàtica automatitzen i acceleren el procés d'identificació i reducció de les freqüències de retroalimentació. Una petita quantitat de canvi de to aplicada al senyal pot augmentar el GBF, així com l'addició d'uns quants mil·lisegons de retard directe. Aquest últim augmentarà el nombre de freqüències de retroalimentació alhora que reduirà el rang de freqüències dins del qual es produeixen, però reduirà la velocitat a la qual creix la retroalimentació. A la pràctica, afegir retard directe a un senyal millora el GBF.

## PAG/NAG
A part del PAG, trobem les cicles NAG (Needed Acoustic Gain) que fan referència a la quantitat de guany necessària per una escolta òptima de volum en directe. El PAG/NAG és un concepte teòric i objectiu per determinar un guany on l'escolta sigui òptima sense arribar a la retroalimentació acústica. Evidentment si el NAG és més elevat que el PAG, haurem de canviar la metodologia o la disposició dels micròfons a l'escenari per tal de fer possible una escolta òptima als oients sense retroalimentar. Les solucions més freqüents i funcionals solen ser: apropar les fonts sonores als micròfons, allunyar els micròfons de l'actuació de l'altaveu. El PAG es determina calculant les distàncies entre els diferents components de la cadena del so. La ecuació real és la següent:
PAG=20logD1 –20logD2 +20logD0 –20logDS –10logNOM-6
El NAG es calcula comparant la distància entre l'oient més proper i la font sonora amb l'oient més llunyà i la font sonora. En aquest enllaç podem trobar una calculadora de PAG/NAG.

## Audiòfon
Un audiòfon incorpora un micròfon en miniatura i un controlador d'altaveu molt petit, i diverses condicions poden augmentar o disminuir la quantitat de guany que es pot aplicar al senyal del micròfon abans de la retroalimentació. Un audiòfon ben ajustat té més GBF que un que està solt. La forma de l'orella és un factor, amb dissenys més grans i pesats capaços de proporcionar un GBF més gran. Els dissenys d'audiòfons ofereixen guanys creixents en funció de la gravetat de la pèrdua auditiva del pacient; el rang va de 10 a 65 dB de guany. Per evitar la retroalimentació amb les quantitats més altes de guany, els dissenys requereixen que els dispositius estiguin ben ajustats amb un motlle dintre l'orella i fent que el dispositiu quedi dintre el canal auditiu per col·locar el controlador de l'altaveu molt a prop del timpà .